# 伍渭文
伍渭文牧師（Rev. Dr. Andrew Wai-Man NG，1949年—），基督教牧師及學者，是香港中文大學崇基學院任期最長的校牧（2000-2013），亦是崇基學院神學院客座副教授。

## 簡歷
伍渭文1949年生於香港，中學畢業後，入讀香港浸會學院傳理學系，後轉至歷史地理系，1972年取得史地文憑，畢業後當了三年中學老師。1975年入讀中國神學研究院，是該院的第一屆學生，1978年取得道學碩士學位，並被中神選派到美國聖路易市的聖約神學院（Covenant Theological Seminary）留學（當時只有兩名同學被選中，另一位是去牛津大學留學的溫偉耀），1982年取得神學碩士學位後繼續到協同神學院（Concordia Seminary）深造，主修歷史神學，1985年取得神學博士學位後返回香港。
1989年「六四事件」後，伍氏應趙天恩牧師邀請到台灣淡水的臺北基督學院教授聖經倫理學兼任校牧。在周未和周日任台北禮賢會的牧養工作。1991年11月至1992年6月，伍氏為香港宣教會恩磐堂義務堂主任。 1993年，伍氏兼任香港崇真會深水埗堂主任牧師，同時在中國神學研究院任教。1996年1月，伍氏應邀到香港信義宗神學院任教實踐教牧科；1999年7月，伍氏辭去深水埗崇真堂的牧養工作，專心神學教育。
2000年，應崇基學院的邀請，崇真會派遣伍氏加入崇基學院校牧室擔任校牧。
任內伍氏曾聯同港台華人大學牧協會組成「中國基督教大學尋根團」，又開始了學院的雙年「基督教文化節」以及「週一心靈綠洲」音樂會。本來崇基學院的主日崇拜會在大學暑假期間暫停，伍氏將之改革，使主日崇拜成為全年恆常舉行的聚會，參與人數由初期的二、三十人擴展至2013年的三百人。
伍氏是《路德文集》中文翻譯出版的首倡者之一，並擔任《路德文集第一卷》及《路德文集第二卷》中文版的海外總主編。 2004年，伍氏獲選為「華人大學院校校牧協會」會長。
2013年，伍氏從崇基學院校牧一職退休。 之後擔任崇基學院神學院的客座副教授，教授科目包括：馬丁路德研究、崇拜禮儀學、講道學。 2017年5月，伍氏獲香港政府委任為「人類生殖科技管理局」委員。

## 家庭
伍渭文於1974年5月結婚，妻子Joy早年畢業於播道神學院，曾任九龍塘宣道小學的宗教主任及麗澤中學的聖經科老師。二人育有二子，都在美國生活。

## 著作
- 伍渭文（2013）：《悠然見鞍山》。香港：亮光文化有限公司。ISBN 9789888249275。
- 伍渭文（編）（2003）：《路德文集第一卷 : 改革文獻I》。香港：香港路德會文字部。ISBN 9789623941259。
- 伍渭文（編）（2004）：《路德文集第二卷 : 改革文獻II》。香港：香港路德會文字部。ISBN 9789623941273。
- 馮兆成、劉進圖、陳家富、袁天佑、戴耀廷、雷競業、郭鴻標、馮煒文、黃國維、潘信超、伍渭文、張寶珠、陳競（2016）：《廢掉冤仇尋求和睦：天國子民復和的信仰》。香港：突破。ISBN 9789888392100。

## 學術文章
1. "The Chapel and the Chaplain: A Theological Reflection on the Role of the College Chaplain." in Theology and Life (信仰與生活), no. 27 (2004): 231-242.
2. "The Distinctive of Lutheran Theological Education: A Theological Reflection." in Theology and Life (信仰與生活), no. 23 (2000): 189-199.
3. "'For Thy Is the Kingdom, the Power and Glory, For Ever. Amen': An Interpretation in Liturgiology." in Theology and Life (信仰與生活), no. 22 (1999): 51-61.
4. 〈迦克墩的智慧－－別而不離〉，《神學與生活》，第23期（2000年）。
5. 〈回應梁家麟少數派與少數主義心態〉，《建道學刊》，第12期（1999年）。
6. 〈失樂園的逆轉：崇拜禮儀的屬靈操練〉，《中國神學研究院期刊》，第21期（1996年7月），頁45至63。
7. 〈信義宗的聖靈觀〉，陳若愚主編：《聖靈工作的神學課題》（香港：卓越書樓，1996）。183-199。
8. 〈崇拜與聖經〉，吳羅瑜、許志賢主編：《你所唸的你明白嗎？－神話語的詮釋》。香港：天道書樓，1989。217-229。
9. 〈初期教會信徒皆祭司的觀念（下）〉，《中國神學研究院期刊》，第4期（1988年1月），頁30至51。
10. 〈初期教會信徒皆祭司的觀念（上）〉，《中國神學研究院期刊》，第3期（1987年7月），頁39至55。